# Патрік де Паула
Патрік де Паула Каррейро (порт. Patrick de Paula Carreiro 8 вересня 1999, Ріо-де-Жанейро) — бразильський футболіст, півзахисник клубу «Палмейрас».

## Біографія
Уродженець Ріо-де-Жанейро, з 2017 року Патрік виступав за футбольну академію клубу «Палмейрас». У листопаді 2019 року був переведений в першу команду клубу.
26 січня 2020 року дебютував в основному складі «Палмейраса», вийшовши на заміну замість Габріела Меніно в матчі Ліги Пауліста проти «Сан-Паулу». 13 серпня 2020 дебютував в бразильській Серії A в матчі проти «Флуміненсе». У розіграші Кубка Лібертадорес 2020 провів шість матчів і відзначився одним голом, допомігши «Палмейрасу» стати переможцем турніру.

## Досягнення
Командні
- Чемпіон штату Сан-Паулу (1): 2020[7]
- Володар Кубка Лібертадорес (2): 2020, 2021
- Володар Кубка Бразилії (1): 2020
- Володар Рекопи Південної Америки (1): 2022

Особисті
- Член «команди року» в Лізі Пауліста: 2020[7]
- Молодий гравець сезону в Лізі Пауліста: 2020